# カザルロマーノ
カザルロマーノ（伊: Casalromano）は、イタリア共和国ロンバルディア州マントヴァ県にある、人口約1,500人の基礎自治体（コムーネ）。

## 地理

### 位置・広がり

#### 隣接コムーネ
隣接するコムーネは以下の通り。括弧内のBSはブレシア県、CRはクレモナ県所属を示す。
- アーゾラ
- カンネート・スッローリオ
- フィエッセ (BS)
- イーゾラ・ドヴァレーゼ (CR)
- ヴォロンゴ (CR)

### 気候分類・地震分類
気候分類では、zona E, 2420 GGに分類される。
また、イタリアの地震リスク階級 (it) では、zona 3 (sismicità bassa) に分類される。